# ティモ (ヴェッティン伯)
ヴェッティン伯ティモ（Thimo, Graf von Wettin（1034年以前 - 1091/1118年）は、ラウジッツ辺境伯ディートリヒ1世とマティルデ・フォン・マイセンの間の息子。『ナウムブルク年代記』によるとティモは1091年3月9日に死去したとされるが、他の文献では1118年までは生存していたとする。ペツォールド（Stefan Pätzold）によると、死去年は1101年頃以降とされる。ティモはバイエルン公オットー・フォン・ノルトハイムの娘イダと結婚した。ティモはヴェッティン城から「ヴェッティン」の名を用いた最初の人物である。

## 子女
ティモはオットー・フォン・ノルトハイムの娘であるイダと結婚し、3人の子供をもうけた。
- デド4世（1086年 - 1124年）- ヴェッティン伯
- コンラート1世（1098年頃 - 1157年） - マイセン辺境伯
- マティルデ（? - 1125年） - ゼーブルク伯ゲロと結婚、のちヴィプラ伯ルートヴィヒと結婚